# Бутут

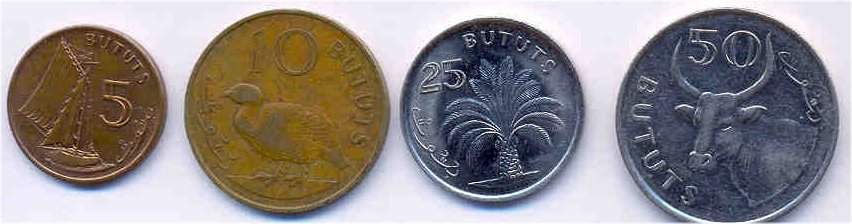
Бутути

Бутут (англ. Butut) — розмінна одиниця у Гамбії, дорівнює 1/100 даласі. Чеканка розпочалася у 1971 році і триває досі. В обігу перебувають монети номіналом 50, 25, 10, 5, 1 бутут. Монети виготовляються з нікелевого сплаву.